# Aalten
Aalten je obec na východě Nizozemska. Leží v Geldrách na hranici s německou spolkovou zemí Severní Porýní-Vestfálsko. V roce 2013 v něm žilo 27 090 obyvatel. V roce 2005 se stala součástí Aaltenu bývalá obec Dinxperlo.
V Aaltenu je stanice na místní dráze z Arnhemu do Winterswijku.